# Světový pohár v biatlonu 2021/2022
Světový pohár v biatlonu 2021/2022 byl 45. ročníkem světového poháru pořádaným Mezinárodní biatlonovou unií (IBU). 
Soutěže začaly 26. listopadu 2021 ve švédském Östersundu a skončily 20. března 2022 v norském Oslu na stadionu Holmenkollen. Premiérově se nejvyšší biatlonové závody konaly na území Estonska v Otepää. V původní programu byla plánovaná zastávka také v běloruském Raubiči u Minsku; ve světle nepokojů, které v Bělorusku probíhaly, byl však podnik odřeknut a místo něj byly zařazeny závody v Östersundu.
Hlavní událostí tohoto ročníku byly olympijské hry v čínském Pekingu v únoru 2022, jejichž biatlonové soutěže probíhaly od 5. do 18. února 2022. Do světového poháru se však jejich výsledky nezapočítávaly.
Obhájci celkového vítězství z předchozí sezóny byli Norové Johannes Thingnes Bø a Tiril Eckhoffová. Bø ztratil možnost obhajoby poté, co ukončil sezónu před kontiolahtskou zástavkou, a celkově skončil na třináctém místě. Ani Eckhoffová triumf neobhájila, když po neuspokojivých výsledcích ze začátku ročníku, kde se pouze jednou dostala do první desítky výsledkové listiny, dokonce přerušila sezónu. Zlepšení formy a individuálních stupňů vítězů se dočkala až v březnu v Kontiolahti, aby v celkovém pořadí světového poháru nakonec skončila ve druhé desítce.  
Celkovým vítězem světového poháru se stal Francouz Quentin Fillon Maillet, který si vítězství již zajistil před posledním kolem světového poháru, když v hromadném startu v Otepää obsadil druhé místo. Mezi ženami získala velký křišťálový glóbus Norka Marte Olsbuová Røiselandová.
Po únorové ruské invazi vůči Ukrajině původně došlo k rozhodnutí Mezinárodní biatlonové organizace, že ruští a běloruští biatlonisté nesmí v závodech světového poháru, IBU Cupu a dalších akcích konaných pod záštitou IBU reprezentovat tyto země, mohli však závodit pod neutrální vlajkou. Na jejich kombinézách nesměly být zobrazeny žádný ruský nebo běloruský symbol nebo národní barvy. Případným vítězům by nebyla hrána jejich národní hymna a nemohly získat body do hodnocení národů. Následně však Mezinárodní biatlonová organizace zákaz zpřísnila a došlo k absolutnímu vyloučení závodníků Ruska a Běloruska z biatlonových soutěží bez výjimek.  Tato reakce přišla po oznámení úmrtí 19letého ukrajinského biatlonisty Jevhena Malyševa. Ruský biatlonový svaz již po prvních sankcích oznámil, že své závodníky za daných podmínek na žádné závody nevyšle.

## Program
Program Světového poháru v biatlonu:
| Místo konání | Datum konání                     | Sprint | Stíhací závod | Závod s hromadným startem | Vytrvalostní závod | Štafeta | Smíšená štafeta | Smíšený závod dvojic |
| ------------ | -------------------------------- | ------ | ------------- | ------------------------- | ------------------ | ------- | --------------- | -------------------- |
| Östersund    | 26.–28. listopadu 2021           | ●      |               |                           | ●                  |         |                 |                      |
| Östersund    | 29. listopadu – 5. prosince 2021 | ●      | ●             |                           |                    | ●       |                 |                      |
| Hochfilzen   | 6.–12. prosince 2021             | ●      | ●             |                           |                    | ●       |                 |                      |
| Annecy       | 13.–19. prosince 2021            | ●      | ●             | ●                         |                    |         |                 |                      |
| Oberhof      | 3.–9. ledna 2022                 | ●      | ●             |                           |                    |         | ●               | ●                    |
| Ruhpolding   | 10.–16. ledna 2022               | ●      | ●             |                           |                    | ●       |                 |                      |
| Anterselva   | 17.–23. ledna 2022               |        |               | ●                         | ●                  | ●       |                 |                      |
| Kontiolahti  | 28. února – 6. března 2022       | ●      | ●             |                           |                    | ●       |                 |                      |
| Otepää       | 7.–13. března 2022               | ●      |               | ●                         |                    |         | ●               | ●                    |
| Holmenkollen | 14.–20. března 2022              | ●      | ●             | ●                         |                    |         |                 |                      |
| Celkově      | Celkově                          | 9      | 8             | 3                         | 2                  | 5       | 2               | 2                    |

Poznámky: Výsledky ze ZOH v Pekingu se nezapočítávají do celkového hodnocení světového poháru a jsou uvedeny v samostatném článku.
V termínu 1.–6. března 2022 byl v programu ročníku i podnik v běloruském Raubiči u Minsku. Z důvodů nepokojů, které v Bělorusku probíhaly, byl však z rozhodnutí výkonného výboru Mezinárodní biatlonové unie podnik odřeknut a na jeho místo přesunuty závody ve finském Kontiolahti, které byly původně vypsány na 6.–12. prosince 2021. Jejich termín pak zaujaly prodloužené závody v švédském Östersundu.
Závody v Novém Městě na Moravě ve Vysočina aréně nebyly do světového poháru pro tuto sezónu zařazeny. Konaly se zde jen závody nižší soutěže – IBU Cupu – v týdnu 1.–5. února 2022.

## Počet nasazených závodníků podle země
Podle toho, jak se státy umístily v hodnocení národů v předchozím ročníku, se určil nejvyšší počet žen a mužů, který může země nasadit do sprintu a vytrvalostního závodu. Vzhledem k pandemii covidu-19 a omezeným možnostem startu nebyl žádnému týmu snížen počet závodníků.
Ze stejných důvodů došlo i ke změně kvalifikačních kritérií pro soutěže na olympijských hrách: kvalifikační období, které mělo končit v prosinci 2021, se posunulo až do 16. ledna 2022.
Muži:
- 6 závodníků:  Norsko,  Francie,  Německo,  Rusko,  Švédsko ↑,  Rakousko
- 5 závodníků:  Itálie,  Ukrajina,  Bělorusko,  Slovinsko ↑,  Česko
- 4 závodníci:  Švýcarsko,  Finsko ↑,  Kanada,  USA,   Litva,  Belgie ↑,  Bulharsko,  Polsko
- 3 závodníci:  Slovensko,  Estonsko,  Lotyšsko,  Japonsko ↑↑↑,  Čína
- 2 závodníci:  Kazachstán,  Rumunsko

Ženy:
- 6 závodnic:  Norsko,  Švédsko,  Německo,  Francie, ,  Bělorusko ↑↑,  Rusko
- 5 závodnic:  Ukrajina,  Rakousko,  Itálie,  Švýcarsko,  Česko
- 4 závodnice:  USA,  Polsko,  Kanada,  Estonsko,  Finsko,  Japonsko ↑,  Čína
- 3 závodnice:  Slovensko,  Kazachstán,  Bulharsko,  Slovinsko,  Jižní Korea,  Lotyšsko ↑
- 2 závodnice:  Litva,  Belgie ↑↑

Šipky ↑ značí, o kolik se počet závodníků dané země oproti předcházejícímu ročníku světového poháru zvýšil.

## Světový pohár – pódiové umístění

### Muži
| Č.  | Datum              | Místo        | Disciplína         | Délka   | Vítěz                      | Druhé místo                | Třetí místo                | Žlutý trikot (po závodě) |
| --- | ------------------ | ------------ | ------------------ | ------- | -------------------------- | -------------------------- | -------------------------- | ------------------------ |
| 1.  | 27. listopadu 2021 | Östersund    | vytrvalostní závod | 20 km   | Sturla Holm Laegreid       | Tarjei Bø                  | Simon Desthieux            | Laegreid                 |
| 2.  | 28. listopadu 2021 | Östersund    | sprint             | 10 km   | Sebastian Samuelsson       | Vetle Sjåstad Christiansen | Johannes Thingnes Bø       | Desthieux J. T. Bø       |
| 3.  | 2. prosince 2021   | Östersund    | sprint             | 10 km   | Sebastian Samuelsson       | Émilien Jacquelin          | Quentin Fillon Maillet     | Samuelsson               |
| 4.  | 5. prosince 2021   | Östersund    | stíhací závod      | 12,5 km | Vetle Sjåstad Christiansen | Sebastian Samuelsson       | Émilien Jacquelin          | Christiansen             |
| 5.  | 10. prosince 2021  | Hochfilzen   | sprint             | 10 km   | Johannes Kühn              | Martin Ponsiluoma          | Anton Smolski              | Christiansen             |
| 6.  | 11. prosince 2021  | Hochfilzen   | stíhací závod      | 12,5 km | Quentin Fillon Maillet     | Émilien Jacquelin          | Sebastian Samuelsson       | Samuelsson               |
| 7.  | 17. prosince 2021  | Annecy       | sprint             | 10 km   | Johannes Thingnes Bø       | Eduard Latypov             | Filip Fjeld Andersen       | Samuelsson               |
| 8.  | 18. prosince 2021  | Annecy       | stíhací závod      | 12,5 km | Quentin Fillon Maillet     | Eduard Latypov             | Vetle Sjåstad Christiansen | Fillon Maillet           |
| 9.  | 19. prosince 2021  | Annecy       | hromadný start     | 15 km   | Émilien Jacquelin          | Quentin Fillon Maillet     | Tarjei Bø                  | Jacquelin                |
| 10. | 7. ledna 2022      | Oberhof      | sprint             | 10 km   | Alexandr Loginov           | Émilien Jacquelin          | Sturla Holm Laegreid       | Jacquelin                |
| 11. | 9. ledna 2022      | Oberhof      | stíhací závod      | 12,5 km | Quentin Fillon Maillet     | Sebastian Samuelsson       | Tarjei Bø                  | Fillon Maillet           |
| 12. | 13. ledna 2022     | Ruhpolding   | sprint             | 10 km   | Quentin Fillon Maillet     | Benedikt Doll              | Anton Smolski              | Fillon Maillet           |
| 13. | 16. ledna 2022     | Ruhpolding   | stíhací závod      | 12,5 km | Quentin Fillon Maillet     | Alexandr Loginov           | Anton Smolski              | Fillon Maillet           |
| 14. | 20. ledna 2022     | Anterselva   | vytrvalostní závod | 20 km   | Anton Babikov              | Tarjei Bø                  | Said Karimulla Chalili     | Fillon Maillet           |
| 15. | 22. ledna 2022     | Anterselva   | hromadný start     | 15 km   | Benedikt Doll              | Johannes Thingnes Bø       | Sturla Holm Laegreid       | Fillon Maillet           |
| 16. | 5. března 2022     | Kontiolahti  | sprint             | 10 km   | Quentin Fillon Maillet     | Filip Fjeld Andersen       | Johannes Kühn              | Fillon Maillet           |
| 17. | 6. března 2022     | Kontiolahti  | stíhací závod      | 12,5 km | Quentin Fillon Maillet     | Erik Lesser                | Lukas Hofer                | Fillon Maillet           |
| 18. | 10. března 2022    | Otepää       | sprint             | 10 km   | Quentin Fillon Maillet     | Sturla Holm Laegreid       | Benedikt Doll              | Fillon Maillet           |
| 19. | 12. března 2022    | Otepää       | hromadný start     | 15,5 km | Vetle Sjåstad Christiansen | Quentin Fillon Maillet     | Sivert Guttorm Bakken      | Fillon Maillet           |
| 20. | 18. března 2022    | Holmenkollen | sprint             | 10 km   | Sturla Holm Laegreid       | Quentin Fillon Maillet     | Sebastian Samuelsson       | Fillon Maillet           |
| 21. | 19. března 2022    | Holmenkollen | stíhací závod      | 12,5 km | Erik Lesser                | Quentin Fillon Maillet     | Sturla Holm Laegreid       | Fillon Maillet           |
| 22. | 20. března 2022    | Holmenkollen | hromadný start     | 15 km   | Sivert Guttorm Bakken      | Sturla Holm Laegreid       | Émilien Jacquelin          | Fillon Maillet           |

### Ženy
| Č.  | Datum              | Místo        | Disciplína         | Délka   | Vítězka                       | Druhé místo                   | Třetí místo                   | Žlutý trikot (po závodě) |
| --- | ------------------ | ------------ | ------------------ | ------- | ----------------------------- | ----------------------------- | ----------------------------- | ------------------------ |
| 1.  | 27. listopadu 2021 | Östersund    | vytrvalostní závod | 15 km   | Markéta Davidová              | Lisa Theresa Hauserová        | Denise Herrmannová            | Davidová                 |
| 2.  | 28. listopadu 2021 | Östersund    | sprint             | 7,5 km  | Hanna Öbergová                | Anaïs Chevalierová-Bouchetová | Marte Røiselandová            | Davidová                 |
| 3.  | 2. prosince 2021   | Östersund    | sprint             | 7,5 km  | Lisa Theresa Hauserová        | Elvira Öbergová               | Hanna Solová                  | Hauserová                |
| 4.  | 4. prosince 2021   | Östersund    | stíhací závod      | 10 km   | Marte Røiselandová            | Anaïs Bescondová              | Anaïs Chevalierová-Bouchetová | Hauserová                |
| 5.  | 10. prosince 2021  | Hochfilzen   | sprint             | 7,5 km  | Hanna Solová                  | Justine Braisazová-Bouchetová | Marte Røiselandová            | Røiselandová             |
| 6.  | 12. prosince 2021  | Hochfilzen   | stíhací závod      | 10 km   | Marte Røiselandová            | Hanna Solová                  | Elvira Öbergová               | Røiselandová             |
| 7.  | 16. prosince 2021  | Annecy       | sprint             | 7,5 km  | Marte Røiselandová            | Anaïs Bescondová              | Elvira Öbergová               | Røiselandová             |
| 8.  | 18. prosince 2021  | Annecy       | stíhací závod      | 10 km   | Elvira Öbergová               | Julia Simonová                | Hanna Öbergová                | Røiselandová             |
| 9.  | 19. prosince 2021  | Annecy       | hromadný start     | 12,5 km | Elvira Öbergová               | Julia Simonová                | Kristina Rezcovová            | Røiselandová             |
| 10. | 7. ledna 2022      | Oberhof      | sprint             | 7,5 km  | Marte Røiselandová            | Hanna Solová Julia Simonová   |                               | Røiselandová             |
| 11. | 9. ledna 2022      | Oberhof      | stíhací závod      | 10 km   | Marte Røiselandová            | Hanna Öbergová                | Dzinara Alimbekavová          | Røiselandová             |
| 12. | 12. ledna 2022     | Ruhpolding   | sprint             | 7,5 km  | Elvira Öbergová               | Marte Røiselandová            | Dorothea Wiererová            | Røiselandová             |
| 13. | 16. ledna 2022     | Ruhpolding   | stíhací závod      | 10 km   | Marte Røiselandová            | Elvira Öbergová               | Hanna Öbergová                | Røiselandová             |
| 14. | 21. ledna 2022     | Anterselva   | vytrvalostní závod | 15 km   | Justine Braisazová-Bouchetová | Julia Simonová                | Mona Brorssonová              | Røiselandová             |
| 15. | 23. ledna 2022     | Anterselva   | hromadný start     | 12,5 km | Dorothea Wiererová            | Dzinara Alimbekavová          | Anaïs Chevalierová-Bouchetová | Røiselandová             |
| 16. | 5. března 2022     | Kontiolahti  | sprint             | 7,5 km  | Denise Herrmannová            | Tiril Eckhoffová              | Stina Nilssonová              | Røiselandová             |
| 17. | 6. března 2022     | Kontiolahti  | stíhací závod      | 10 km   | Tiril Eckhoffová              | Dorothea Wiererová            | Denise Herrmannová            | Røiselandová             |
| 18. | 11. března 2022    | Otepää       | sprint             | 7,5 km  | Julia Simonová                | Vanessa Voigtová              | Karoline Knottenová           | Røiselandová             |
| 19. | 12. března 2022    | Otepää       | hromadný start     | 12,5 km | Elvira Öbergová               | Denise Herrmannová            | Marte Røiselandová            | Røiselandová             |
| 20. | 18. března 2022    | Holmenkollen | sprint             | 7,5 km  | Tiril Eckhoffová              | Lisa Theresa Hauserová        | Marte Røiselandová            | Røiselandová             |
| 21. | 19. března 2022    | Holmenkollen | stíhací závod      | 10 km   | Tiril Eckhoffová              | Marte Røiselandová            | Paulína Fialková              | Røiselandová             |
| 22. | 20. března 2022    | Holmenkollen | hromadný start     | 12,5 km | Justine Braisazová-Bouchetová | Franziska Preussová           | Marte Røiselandová            | Røiselandová             |

### Mužská štafeta (4×7,5km)
| Č. | Datum             | Místo       | Vítězové                                                                                          | Druhé místo                                                                   | Třetí místo                                                                       | Vedoucí disciplíny (po závodě) |
| -- | ----------------- | ----------- | ------------------------------------------------------------------------------------------------- | ----------------------------------------------------------------------------- | --------------------------------------------------------------------------------- | ------------------------------ |
| 1. | 4. prosince 2021  | Östersund   | NorskoSivert Guttorm Bakken Tarjei Bø Johannes Thingnes Bø Vetle Sjåstad Christiansen             | FrancieFabien Claude Émilien Jacquelin Simon Desthieux Quentin Fillon Maillet | RuskoSaid Karimulla Chalili Daniil Serochvostov Alexandr Loginov Eduard Latypov   | Norsko                         |
| 2. | 12. prosince 2021 | Hochfilzen  | NorskoSturla Holm Laegreid Tarjei Bø Johannes Thingnes Bø Vetle Sjåstad Christiansen              | FrancieFabien Claude Simon Desthieux Émilien Jacquelin Quentin Fillon Maillet | RuskoVasilij Tomšin Daniil Serochvostov Alexandr Loginov Eduard Latypov           | Norsko                         |
| 3. | 15. ledna 2022    | Ruhpolding  | RuskoSaid Karimulla Chalili Daniil Serochvostov Alexandr Loginov Maxim Cvetkov                    | NěmeckoErik Lesser Roman Rees Benedikt Doll Philipp Nawrath                   | BěloruskoMikita Labastau Dmitrij Lasouski Maxim Varabej Anton Smolski             | Norsko                         |
| 4. | 23. ledna 2022    | Anterselva  | NorskoSturla Holm Laegreid Tarjei Bø Johannes Thingnes Bø Vetle Sjåstad Christiansen              | RuskoAnton Babikov Daniil Serochvostov Alexandr Loginov Eduard Latypov        | NěmeckoRoman Rees Philipp Horn David Zobel Lucas Fratzscher                       | Norsko                         |
| 5. | 4. března 2022    | Kontiolahti | Norsko Sivert Guttorm Bakken Filip Fjeld Andersen Sturla Holm Laegreid Vetle Sjåstad Christiansen | ŠvédskoPeppe Femling Jesper Nelin Martin Ponsiluoma Sebastian Samuelsson      | FrancieAntonin Guigonnat Émilien Jacquelin Simon Desthieux Quentin Fillon Maillet | Norsko                         |

### Ženská štafeta (4×6km)
| Č. | Datum             | Místo       | Vítězky                                                                                               | Druhé místo                                                                            | Třetí místo                                                                                            | Vedoucí disciplíny (po závodě) |
| -- | ----------------- | ----------- | --- | -------------------------------------------------------------------------------------- | --- | ------------------------------ |
| 1. | 5. prosince 2021  | Östersund   | FrancieAnaïs Bescondová Anaïs Chevalierová-Bouchetová Julia Simonová Justine Braisazová-Bouchetová    | BěloruskoIryna Leščanková Dzinara Alimbekavová Jelena Kručinkinová Hanna Solová        | ŠvédskoLinn Perssonová Mona Brorssonová Elvira Öbergová Hanna Öbergová                                 | Francie                        |
| 2. | 11. prosince 2021 | Hochfilzen  | ŠvédskoLinn Perssonová Mona Brorssonová Elvira Öbergová Hanna Öbergová                                | RuskoValeria Vasnětcovová Světlana Mironovová Uljana Nigmatullinová Kristina Rezcovová | FrancieAnaïs Bescondová Anaïs Chevalierová-Bouchetová Chloé Chevalierová Justine Braisazová-Bouchetová | Švédsko Francie                |
| 3. | 14. ledna 2022    | Ruhpolding  | Francie Anaïs Chevalierová-Bouchetová Chloé Chevalierová Justine Braisazová-Bouchetová Julia Simonová | Švédsko Johanna Skottheimová Stina Nilssonová Mona Brorssonová Anna Magnussonová       | Rusko Valeria Vasněcovová Světlana Mironovová Irina Kazakevičová Kristina Rezcovová                    | Francie                        |
| 4. | 22. ledna 2022    | Anterselva  | NorskoKaroline Offigstad Knottenová Tiril Eckhoffová Ida Lienová Ingrid Landmark Tandrevoldová        | RuskoValerija Vasněcovová Kristina Rezcovová Irina Kazakevičová Uljana Nigmatullinová  | FrancieChloé Chevalierová Justine Braisazová-Bouchetová Paula Botetová Anaïs Bescondová                | Francie                        |
| 5. | 3. března 2022    | Kontiolahti | NorskoMarte Olsbuová Røiselandová Tiril Eckhoffová Ida Lienová Ingrid Landmark Tandrevoldová          | ŠvédskoLinn Perssonová Anna Magnussonová Hanna Öbergová Elvira Öbergová                | ItálieSamuela Comolová Dorothea Wiererová Federica Sanfilippová Lisa Vittozziová                       | Švédsko                        |

### Smíšené závody
| Č. | Datum           | Místo   | Disciplína           | Vítězové                                                                                              | Druhé místo                                                              | Třetí místo                                                                                    | Vedoucí disciplíny (po závodě) |
| -- | --------------- | ------- | -------------------- | --- | ------------------------------------------------------------------------ | ---------------------------------------------------------------------------------------------- | ------------------------------ |
| 1. | 8. ledna 2021   | Oberhof | smíšená štafeta      | NorskoTarjei Bø Johannes Thingnes Bø Ingrid Tandrevoldová Marte Røiselandová                          | BěloruskoMikita Labastau Anton Smolski Dzinara Alimbekavová Hanna Solová | FrancieAntonin Guigonnat Simon Desthieux Anaïs Bescondová Julia Simonová                       | Norsko                         |
| 2. | 8. ledna 2021   | Oberhof | smíšený závod dvojic | RuskoAnton Babikov Kristina Rezcovová                                                                 | RakouskoSimon Eder Lisa Theresa Hauserová                                | UkrajinaArtem Tyšenko Darja Blašková                                                           | Rusko                          |
| 3. | 13. března 2021 | Otepää  | smíšená štafeta      | NorskoSivert Guttorm Bakken Vetle Sjåstad Christiansen Tiril Eckhoffová Ingrid Landmark Tandrevoldová | ŠvédskoJesper Nelin Martin Ponsiluoma Linn Perssonová Elvira Öbergová    | FrancieSimon Desthieux Quentin Fillon Maillet Chloé Chevalierová Justine Braisazová-Bouchetová | Norsko                         |
| 4. | 13. března 2021 | Otepää  | smíšený závod dvojic | NorskoSturla Holm Laegreid Marte Røiselandová                                                         | ŠvédskoSebastian Samuelsson Hanna Öbergová                               | NěmeckoErik Lesser Franziska Preussová                                                         | Norsko                         |

## Pořadí Světového poháru

### Pořadí jednotlivců
Konečné pořadí po 22 závodech

Do celkového pořadí se započítává dvacet nejlepších výsledků.
| Muži   | Muži                       | Muži |
| Pořadí | Jméno                      | Body |
| ------ | -------------------------- | ---- |
| 1.     | Quentin Fillon Maillet     | 984  |
| 2.     | Sturla Holm Laegreid       | 736  |
| 3.     | Sebastian Samuelsson       | 717  |
| 4.     | Vetle Sjåstad Christiansen | 708  |
| 5.     | Émilien Jacquelin          | 706  |
| 6.     | Tarjei Bø                  | 601  |
| 7.     | Simon Desthieux            | 590  |
| 8.     | Benedikt Doll              | 557  |
| 9.     | Sivert Guttorm Bakken      | 553  |
| 10.    | Erik Lesser                | 535  |
| 28.    | Michal Krčmář              | 332  |
| 52.    | Adam Václavík              | 88   |
| 58.    | Jakub Štvrtecký            | 77   |
| 102.   | Mikuláš Karlík             | 2    |

| Ženy   | Ženy                          | Ženy |
| Pořadí | Jméno                         | Body |
| ------ | ----------------------------- | ---- |
| 1.     | Marte Olsbuová Røiselandová   | 957  |
| 2.     | Elvira Öbergová               | 823  |
| 3.     | Lisa Theresa Hauserová        | 684  |
| 4.     | Hanna Öbergová                | 661  |
| 5.     | Anaïs Chevalierová-Bouchetová | 642  |
| 6.     | Denise Herrmannová            | 589  |
| 7.     | Dzinara Alimbekavová          | 589  |
| 8.     | Justine Braisazová-Bouchetová | 581  |
| 9.     | Dorothea Wiererová            | 577  |
| 10.    | Markéta Davidová              | 560  |
| 17.    | Jessica Jislová               | 441  |
| 66.    | Tereza Voborníková            | 39   |
| 73.    | Lucie Charvátová              | 33   |
| 75.    | Eva Puskarčíková              | 30   |
| 94.    | Tereza Vinklárková            | 12   |
| 102.   | Eliška Teplá                  | 5    |

### Pořadí závodníků do 25 let
Konečné pořadí po 22 závodech
| Muži   | Muži                      | Muži | Muži |
| Pořadí | Jméno                     | Body | SP   |
| ------ | ------------------------- | ---- | ---- |
| 1.     | Sturla Holm Laegreid      | 736  | 2.   |
| 2.     | Sebastian Samuelsson      | 717  | 3.   |
| 3.     | Sivert Guttorm Bakken     | 553  | 9.   |
| 4.     | Filip Fjeld Andersen      | 403  | 21.  |
| 5.     | Said Karimulla Chalili    | 222  | 30.  |
| 6.     | Daniil Serochvostov       | 199  | 31.  |
| 7.     | Aleksander Fjeld Andersen | 165  | 34.  |
| 8.     | Tommaso Giacomel          | 160  | 36.  |
| 9.     | Sebastian Stalder         | 119  | 40.  |
| 10.    | Dmitrij Lazouski          | 113  | 45.  |

| Ženy   | Ženy                        | Ženy | Ženy |
| Pořadí | Jméno                       | Body | SP   |
| ------ | --------------------------- | ---- | ---- |
| 1.     | Elvira Öbergová             | 823  | 2.   |
| 2.     | Markéta Davidová            | 560  | 10.  |
| 3.     | Vanessa Voigtová            | 522  | 13.  |
| 4.     | Irina Kazakevičová          | 189  | 35.  |
| 5.     | Ida Lienová                 | 187  | 36.  |
| 6.     | Valerija Vasněcovová        | 153  | 40.  |
| 7.     | Milena Todorovová           | 97   | 48.  |
| 8.     | Emilie Ågheim Kalkenbergová | 81   | 50.  |
| 9.     | Karoline Erdalová           | 61   | 59.  |
| 10.    | Kamila Żuková               | 41   | 64.  |

### Pořadí národů
Konečně pořadí po 20 závodech
| Muži   | Muži      | Muži |
| Pořadí | Země      | Body |
| ------ | --------- | ---- |
| 1.     | Norsko    | 7277 |
| 2.     | Francie   | 6954 |
| 3.     | Německo   | 6707 |
| 4.     | Švédsko   | 5851 |
| 5.     | Itálie    | 5475 |
| 6.     | Rusko     | 5061 |
| 7.     | Rakousko  | 5010 |
| 8.     | Švýcarsko | 4843 |
| 9.     | Česko     | 4574 |
| 10.    | Finsko    | 4480 |

| Ženy   | Ženy      | Ženy |
| Pořadí | Země      | Body |
| ------ | --------- | ---- |
| 1.     | Norsko    | 6856 |
| 2.     | Švédsko   | 6765 |
| 3.     | Francie   | 6572 |
| 4.     | Německo   | 6402 |
| 5.     | Česko     | 5488 |
| 6.     | Itálie    | 5449 |
| 7.     | Rakousko  | 5093 |
| 8.     | Švýcarsko | 4838 |
| 9.     | Rusko     | 4602 |
| 10.    | Bělorusko | 4498 |

### Sprint
Konečné pořadí po 9 závodech
| Muži   | Muži                       | Muži |
| Pořadí | Jméno                      | Body |
| ------ | -------------------------- | ---- |
| 1.     | Quentin Fillon Maillet     | 402  |
| 2.     | Sebastian Samuelsson       | 340  |
| 3.     | Sturla Holm Laegreid       | 284  |
| 4.     | Émilien Jacquelin          | 283  |
| 5.     | Vetle Sjåstad Christiansen | 274  |
| 6.     | Johannes Kühn              | 252  |
| 7.     | Benedikt Doll              | 231  |
| 8.     | Tarjei Bø                  | 224  |
| 9.     | Filip Fjeld Andersen       | 218  |
| 10.    | Simon Desthieux            | 214  |

| Ženy   | Ženy                          | Ženy |
| Pořadí | Jméno                         | Body |
| ------ | ----------------------------- | ---- |
| 1.     | Marte Olsbuová Røiselandová   | 412  |
| 2.     | Elvira Öbergová               | 340  |
| 3.     | Hanna Öbergová                | 306  |
| 4.     | Lisa Theresa Hauserová        | 300  |
| 5.     | Anaïs Chevalierová-Bouchetová | 289  |
| 6.     | Denise Herrmannová            | 274  |
| 7.     | Tiril Eckhoffová              | 256  |
| 8.     | Anaïs Bescondová              | 244  |
| 9.     | Dzinara Alimbekavová          | 244  |
| 10.    | Hanna Solová                  | 243  |

### Stíhací závod
Konečné pořadí po 7 závodech
| Muži   | Muži                       | Muži |
| Pořadí | Jméno                      | Body |
| ------ | -------------------------- | ---- |
| 1.     | Quentin Fillon Maillet     | 379  |
| 2.     | Sebastian Samuelsson       | 282  |
| 3.     | Erik Lesser                | 253  |
| 4.     | Émilien Jacquelin          | 244  |
| 5.     | Vetle Sjåstad Christiansen | 217  |
| 6.     | Simon Desthieux            | 201  |
| 7.     | Sturla Holm Laegreid       | 199  |
| 8.     | Tero Seppälä               | 167  |
| 9.     | Benedikt Doll              | 165  |
| 10.    | Tarjei Bø                  | 163  |

| Ženy   | Ženy                          | Ženy |
| Pořadí | Jméno                         | Body |
| ------ | ----------------------------- | ---- |
| 1.     | Marte Olsbuová Røiselandová   | 380  |
| 2.     | Elvira Öbergová               | 300  |
| 3.     | Hanna Öbergová                | 262  |
| 4.     | Anaïs Chevalierová-Bouchetová | 240  |
| 5.     | Lisa Theresa Hauserová        | 222  |
| 6.     | Anaïs Bescondová              | 208  |
| 7.     | Julia Simonová                | 192  |
| 8.     | Dzinara Alimbekavová          | 190  |
| 9.     | Dorothea Wiererová            | 185  |
| 10.    | Markéta Davidová              | 170  |

### Vytrvalostní závod
Konečné pořadí po 2 závodech 
| Muži   | Muži                       | Muži |
| Pořadí | Jméno                      | Body |
| ------ | -------------------------- | ---- |
| 1.     | Tarjei Bø                  | 108  |
| 2.     | Sturla Holm Laegreid       | 100  |
| 3.     | Simon Desthieux            | 86   |
| 4.     | Johannes Thingnes Bø       | 83   |
| 5.     | Fabien Claude              | 64   |
| 6.     | Said Karimulla Chalili     | 62   |
| 7.     | Anton Babikov              | 60   |
| 8.     | Quentin Fillon Maillet     | 55   |
| 9.     | Vetle Sjåstad Christiansen | 52   |
| 10.    | Paul Schommer              | 51   |

| Ženy   | Ženy                          | Ženy |
| Pořadí | Jméno                         | Body |
| ------ | ----------------------------- | ---- |
| 1.     | Markéta Davidová              | 98   |
| 2.     | Lisa Theresa Hauserová        | 86   |
| 3.     | Dzinara Alimbekavová          | 79   |
| 4.     | Mona Brorssonová              | 78   |
| 5.     | Uljana Nigmatullinová         | 71   |
| 6.     | Justine Braisazová-Bouchetová | 63   |
| 7.     | Ingrid Landmark Tandrevoldová | 55   |
| 8.     | Julia Simonová                | 54   |
| 9.     | Denise Herrmannová            | 48   |
| 10.    | Anna Weidelová                | 47   |

### Závod s hromadným startem
Konečné pořadí po 4 závodech
| Muži   | Muži                       | Muži |
| Pořadí | Jméno                      | Body |
| ------ | -------------------------- | ---- |
| 1.     | Sivert Guttorm Bakken      | 182  |
| 2.     | Quentin Fillon Maillet     | 178  |
| 3.     | Vetle Sjåstad Christiansen | 165  |
| 4.     | Sturla Holm Laegreid       | 153  |
| 5.     | Émilien Jacquelin          | 142  |
| 6.     | Antonin Guigonnat          | 131  |
| 7.     | Benedikt Doll              | 123  |
| 8.     | Tero Seppälä               | 113  |
| 9.     | Simon Eder                 | 110  |
| 10.    | Tarjei Bø                  | 106  |

| Ženy   | Ženy                          | Ženy |
| Pořadí | Jméno                         | Body |
| ------ | ----------------------------- | ---- |
| 1.     | Justine Braisazová-Bouchetová | 162  |
| 2.     | Elvira Öbergová               | 160  |
| 3.     | Dorothea Wiererová            | 152  |
| 4.     | Marte Olsbuová Røiselandová   | 134  |
| 5.     | Ingrid Landmark Tandrevoldová | 120  |
| 6.     | Vanessa Voigtová              | 119  |
| 7.     | Markéta Davidová              | 116  |
| 8.     | Julia Simonová                | 114  |
| 9.     | Anaïs Chevalierová-Bouchetová | 113  |
| 10.    | Denise Herrmannová            | 106  |

### Štafeta
Konečné pořadí po 5 závodech
| Muži   | Muži      | Muži |
| Pořadí | Země      | Body |
| ------ | --------- | ---- |
| 1.     | Norsko    | 276  |
| 2.     | Francie   | 239  |
| 3.     | Německo   | 231  |
| 4.     | Rusko     | 210  |
| 5.     | Švédsko   | 188  |
| 6.     | Itálie    | 178  |
| 7.     | Švýcarsko | 167  |
| 8.     | Kanada    | 158  |
| 9.     | Bělorusko | 153  |
| 10.    | Ukrajina  | 152  |
| 14.    | Česko     | 138  |

| Ženy   | Ženy                   | Ženy |
| Pořadí | Země                   | Body |
| ------ | ---------------------- | ---- |
| 1.     | Švédsko                | 243  |
| 2.     | Norsko                 | 235  |
| 3.     | Francie                | 216  |
| 4.     | Německo                | 203  |
| 5.     | Itálie                 | 195  |
| 6.     | Rusko                  | 190  |
| 7.     | Česko                  | 168  |
| 8.     | Švýcarsko              | 162  |
| 9.     | Spojené státy americké | 162  |
| 10.    | Bělorusko              | 154  |

### Smíšené štafety
Konečné pořadí po 4 závodech
| Pořadí | Země      | Body |
| ------ | --------- | ---- |
| 1.     | Norsko    | 205  |
| 2.     | Švédsko   | 191  |
| 3.     | Francie   | 169  |
| 4.     | Německo   | 165  |
| 5.     | Rakousko  | 154  |
| 6.     | Itálie    | 130  |
| 7.     | Česko     | 126  |
| 8.     | Finsko    | 124  |
| 9.     | Švýcarsko | 118  |
| 10.    | Slovinsko | 113  |

## Statistiky

### Počet umístění na stupních vítězů
| Pořadí | Závodník                   | 1. místo | 2. místo | 3. místo | Celkově |
| ------ | -------------------------- | -------- | -------- | -------- | ------- |
| 1.     | Quentin Fillon Maillet     | 8        | 4        | 1        | 13      |
| 2.     | Sturla Holm Laegreid       | 2        | 2        | 3        | 7       |
| 3.     | Sebastian Samuelsson       | 2        | 2        | 2        | 6       |
| 4.     | Vetle Sjåstad Christiansen | 2        | 1        | 1        | 5       |
| 5.     | Émilien Jacquelin          | 1        | 3        | 2        | 6       |
| 6.     | Johannes Thingnes Bø       | 1        | 1        | 1        | 3       |
| 6.     | Benedikt Doll              | 1        | 1        | 1        | 3       |
| 8.     | Alexandr Loginov           | 1        | 1        | 0        | 2       |
| 8.     | Erik Lesser                | 1        | 1        | 0        | 2       |
| 10.    | Sivert Guttorm Bakken      | 1        | 0        | 1        | 2       |
| 10.    | Johannes Kühn              | 1        | 0        | 1        | 2       |
| 12.    | Anton Babikov              | 1        | 0        | 0        | 1       |
| 13.    | Tarjei Bø                  | 0        | 2        | 2        | 4       |
| 14.    | Eduard Latypov             | 0        | 2        | 0        | 2       |
| 15.    | Martin Ponsiluoma          | 0        | 1        | 0        | 1       |
| 16.    | Filip Fjerd Andersen       | 0        | 1        | 1        | 2       |
| 17.    | Anton Smolski              | 0        | 0        | 3        | 3       |
| 18.    | Simon Desthieux            | 0        | 0        | 1        | 1       |
| 18.    | Said Karimulla Chalili     | 0        | 0        | 1        | 1       |
| 18.    | Lukas Hofer                | 0        | 0        | 1        | 1       |

| Pořadí | Závodnice                     | 1. místo | 2. místo | 3. místo | Celkově |
| ------ | ----------------------------- | -------- | -------- | -------- | ------- |
| 1.     | Marte Røiselandová            | 6        | 2        | 5        | 13      |
| 2.     | Elvira Öbergová               | 4        | 2        | 2        | 8       |
| 3.     | Tiril Eckhoffová              | 3        | 1        | 0        | 4       |
| 4.     | Justine Braisazová-Bouchetová | 2        | 1        | 0        | 3       |
| 5.     | Denise Herrmannová            | 1        | 1        | 2        | 4       |
| 6.     | Julia Simonová                | 1        | 4        | 0        | 5       |
| 7.     | Hanna Solová                  | 1        | 2        | 1        | 4       |
| 8.     | Lisa Theresa Hauserová        | 1        | 2        | 0        | 3       |
| 9.     | Hanna Öbergová                | 1        | 1        | 2        | 4       |
| 10.    | Dorothea Wiererová            | 1        | 1        | 1        | 3       |
| 11.    | Markéta Davidová              | 1        | 0        | 0        | 1       |
| 12.    | Anaïs Chevalierová-Bouchetová | 0        | 1        | 2        | 3       |
| 13.    | Anaïs Bescondová              | 0        | 2        | 0        | 2       |
| 14.    | Dzinara Alimbekavová          | 0        | 1        | 1        | 1       |
| 13.    | Franziska Preussová           | 0        | 1        | 0        | 1       |
| 13.    | Vanessa Voigtová              | 0        | 1        | 0        | 1       |
| 15.    | Kristina Rezcovová            | 0        | 0        | 1        | 1       |
| 15.    | Mona Brorssonová              | 0        | 0        | 1        | 1       |
| 15.    | Karoline Offigstad Knottenová | 0        | 0        | 1        | 1       |
| 15.    | Stina Nilssonová              | 0        | 0        | 1        | 1       |
| 15.    | Paulína Fialková              | 0        | 0        | 1        | 1       |

## Ukončení kariéry
Seznam uvádí významnější biatlonisty, kteří v průběhu či na konci sezóny ukončili sportovní kariéru: 
Muži:
- Tom Lahaye-Goffart
- Dimitar Gerdžikov
- Scott Gow
- Kalev Ermits
- Simon Desthieux[30]
- Vinny Fountain
- Erik Lesser[31]
- Dominik Windisch[32]
- Thomas Bormolini
- Florian Hollandt
- Tomáš Krupčík[33]
- Cukasa Kobonoki
- Kōsuke Ozaki
- Klemen Bauer
- Benjamin Weger[34]
- Serhij Semenov
- Leif Nordgren
- Damir Rastić

Ženy:
- Eva Puskarčíková[35]
- Kadri Lehtlaová
- Anaïs Bescondová[36]
- Amanda Lightfootová
- Maren Hammerschmidtová
- Karolin Horchlerová
- Sari Maedová
- Yurie Tanaková
- Karolina Pitońová
- Jekatěrina Glazyrinová
- Olga Podčufarovová
- Darja Virolajnenová
- Selina Gasparinová
- Elisabeth Högbergová
- Ingela Anderssonová
- Vita Semerenková
- Clare Eganová
- Susan Dunkleeová
- Hallie Grossmannová